# 桑治奧
松德里奥（義大利語：Sondrio），是意大利伦巴第大区桑治奧省的市镇及该省省会。面积为20.88平方公里，2017年人口数量为21,588人。